# Данон, Дани
Да́ни Дано́н (ивр. דני דנון‎, род. 8 мая 1971, Рамат-Ган, Израиль) — израильский политик, депутат кнессета. Постоянный представитель Израиля в ООН (2015—2020).

## Биография
Дани Данон родился в городе Рамат-Ган в семье Иосифа и Иохевед Данон. В юности вступил в молодёжное сионистское движение «Бейтар». Данон получил степень бакалавра в области международных отношений во Флоридском международном университете и степень магистра в области общественного управления и общественной политики Еврейского университета в Иерусалиме. После этого отслужил 2 года (1994—1996) в ЦАХАЛе, уволен в запас в звании лейтенанта.
В 1996 году он был назначен помощником члена кнессета от фракции «Ликуд» Узи Ландау. Позже он был назначен председателем Всемирной организации «Бейтар». Перед выборами 2006 года Данон занял 23 место в праймериз партии «Ликуд», но партия получила только 12 мандатов и Данон не вошёл в парламент. В июне того же года он был избран председателем Всемирного движения Ликуд.
Данон являлся активным противником Ариэля Шарона из-за его плана размежевания. В июле 2007 года Данон обрушил критику на лидера партии Биньямина Нетаньяху и выставил свою кандидатуру на пост главы «Ликуда». В итоге он занял третье место с 3,5 процентами голосов.
В течение 2008 года Данон подал ходатайство в израильский Верховный суд с просьбой аннулировать гражданство бывшего члена кнессета Азми Бишары, бежавшего из Израиля и обвиняющегося в пособничестве «Хезболле» во время Второй ливанской войны. Ходатайство было отклонено.
Перед выборами в кнессет 2009 года Данон занял двадцать четвёртое место в списке «Ликуда» и вошёл в Кнессет, когда партия получила 27 мест. В кнессете Данон выполняет функции вице-спикера и возглавляет комиссию по вопросам алии, абсорбции и диаспоры. Он также входит в комиссию по иностранным делам и безопасности, в комиссию по экономике и в законодательную комиссию кнессета. Данон возглавляет парламентское лобби в защиту вдов и сирот ЦАХАЛа и лобби по продвижению сионистских ценностей.
В сентябре 2009 года во время ежегодной Генеральной Ассамблеи ООН Дани Данон предпринял турне по Соединённым Штатам, в ходе которого провёл встречи с конгрессменами и лидерами еврейской общины и исполнил другие миссии по связям с общественностью от имени Израиля. Данон утверждал на встречах с американскими избирателями, что американское давление на Израиль наносит ущерб Израилю и ничего не делает для продвижения мира.
Дани Данон назвал «безумием» решение премьер-министра Биньямина Нетаньяху выпустить под давлением США из-под заключения более 104 арабских убийц в качестве «жеста доброй воли» перед переговорами с Палестинской автономией.
Был заместителем министра обороны Израиля в 33-м правительстве Биньямина Нетаньяху. 15 июля 2014 года был уволен со своего поста.
14 мая 2015 года назначен министром науки, технологии и космоса Израиля.
3 сентября 2015 года Дани Данон назначается послом Израиля в ООН.
31 мая 2017 года избран заместителем председателя 72-й Генассамблеи ООН. В должность Данон вступил в сентябре 2017 года.

## Личная жизнь
Данон женат, отец троих детей.